# 梶谷恵造
梶谷 恵造（かじや けいぞう、1956年1月20日 - ）は、日本の政治家。北海道森町町長（2012年 - 2020年）。
東日本大震災時は青森県三沢市にいて、3日間も連絡が取れない状況だった。上の経験をしてきたので森町町長選では、災害に強い町づくりを呼びかけた。そして公約は、停滞町政の刷新、対立から協調 前進。明日へつなげる緑と海 森町だった。

## 経歴
- 1956年、北海道茅部郡砂原町（現・森町）に生まれる。
- 1975年3月、函館ラ・サール高等学校卒業。
- 1980年3月、足利工業大学工学部機械工学科卒業。
- 1980年4月、（有）大ヤ梶谷商店入社。
- 1990年、（有）ダイヤ配管設備を設立し代表取締役に。
- 2002年、任期満了に伴う砂原町町長に立候補、4選を目指していた長谷に563票差の2,024票で当選、町長就任。
- 2005年、森町教育委員長に就任。
- 2007年、教育長を辞職。
- 2012年10月、任期満了に伴う森町町長選に無所属新人で立候補し2期目を目指していた佐藤克男に903票差の4,295票を獲得し当選。女性で元町議の加藤玲子を後援会長にし、森町を考える会のサポートもあった。10月19日8時に初登庁。
- 2016年4月、森町議会において10月の任期満了に伴う森町町長選に出馬する意向を明かした。
- 2020年5月、新型コロナウイルス感染症で休業している飲食店や企業について、最大30万円の支援をすること、また町民に対しもりまち応援券1人に対し6000円分(内訳:飲食券4000円、お買い物券2000円)を発行し、家計を助ける支援策を積極的に行っている。
- 2020年6月、森町議会において10月の任期満了に伴う森町町長選に3選を目指し出馬する意向を明かした。また1期、2期共に掲げた公約を全て実現しており、3期目は新型コロナウイルス感染症でストップしてしまった政策を早急に実行すること、老朽化が進む森町内の保育園、幼稚園の改修工事や港湾道路の整備を新たに行うことを表明している。
- 2020年8月、町長選が行われる直前である8月24日大手通信キャリアのソフトバンクと森町の協定を締結することに成功。主に、森町の子どもICT教育で町全体の向上目指すことを目標に結んだ契約であり、時代の流れに沿ってPepperなどを利用する。梶谷町長は「子どもの学習意欲、学力向上を行い、町全体の向上を目指したい」と話した。
- 2020年9月、森町議会において、梶谷町長は5月に行った新型コロナウイルスから家計を救う対策として、もりまち応援券を発行したが、10月中に第2弾の発行することを決めた。次は1人あたり1万円(内訳:お買い物券7000円、飲食券3000円)とし、11月から翌年1月末とする。

## 2016年の森町町長選
2016年10月11日、任期満了に伴う森町町長選に無所属現職で立候補し午後5時の時点で他に立候補届を提出した者がおらず、無投票で当選した。今回も元町議の加藤玲子を後援会長にし、森町を考える会も支持した。当選会見には北斗市長をはじめ伊達市長、八雲町長、長万部町長や道南の副町長など首長が集まり異例ではあるが祝福を受けた。また当日は七飯町で活動し午後から江差町で活動していた民進党の笹田浩道議や民進党逢坂誠二衆議院議員の秘書なども駆けつけた。さらに梶谷町長は台風10号で森町や鹿部町、八雲町、長万部町などが面している噴火湾でのホタテ被害を道などに支援を要請するなど道南の首長の中でもトップになり率先して活動したことを評価されていた。
1期目は中学生までの医療費無償化や2人目からの子どもに対しての幼稚園や保育園の費用無償化を行った。2期目は町離れを防ぐための対策を実行することやさわら幼稚園の改修工事、高齢者施設拡大計画をする。

## 2020年の森町町長選
2020年10月6日、森町長選挙に出馬、新人2人に現職1人の3人が立候補した。
後援会会長は今回も元町議の加藤玲子氏が務め、堀合氏など町議も多く支持した。
また前回、前々回に続き森町を考える会が梶谷候補を推薦、支持した。
初日は事務所のある御幸町から始まり、地元の砂原地区や赤井川地区、駒ヶ岳地区、濁川地区など全町内を幅広く周り、街頭演説も何度も行った。2期8年で行ってきた幼児教育無償化、18歳以下の医療費無償化、福祉政策について訴え、3期目でさらに新たなことを実行したいと話した。
また、豊かな農作物などをもっとアピールしていきたい、水産については不漁や養殖が上手くいかないことについてさらに支援していきたい。コロナ対策もさらに行い、生活支援策を考え実行していくこと。
議会との強調を再び行い、再び議会と一体となり住みやすい森町にしていきたいと訴えた。
今回の政策、港湾整備や森町内の幼稚園保育園の改修、老朽化が進む森中学校の大規模改修工事や森管内の小学校の耐震工事を行い住みやすいまちづくりを計画している。
10月11日、3346票を獲得したが、新人の岡嶋康輔氏に365票差をつけられ破れた。10月16日森町役場を退職。

## 趣味・特技
- 趣味はマラソンで、出場した下記の大会では全て完走している。
  - 函館ハーフマラソン。
  - 北海道大沼グレートラン・ウォーク。
  - 仙台国際ハーフマラソン。
- 特技はパソコン。その中でも、エクセル、ワード、Jw_cadが得意。